# نوکیا ۳۶۵۰
نوکیا ۳۶۵۰ یک‌نمونه از گوشی‌های تلفن همراه سری ۳۰۰۰ شرکت نوکیا می‌باشد که با صفحه کلید گرد و سیستم عامل سیمبین سری ۶۰ است
| ۴) |

نوکیا ۳۶۵۰ که در بازارهای آمریکای شمالی با نام نوکیا ۳۶۰۰ (گروه سه‌گانه GSM 850/1800/1900 مگاهرتز) فروخته می‌شود، یک گوشی هوشمند از نوکیا است که در ۶ سپتامبر ۲۰۰۲ به عنوان جانشین نوکیا ۷۶۵۰ معرفی شد. این سیستم عامل سیمبین سری ۶۰ (نسخه ۱٫۲) را اجرا می‌کند.